# Netphen
Netphen település Németországban, azon belül Észak-Rajna-Vesztfália tartományban. Lakosainak száma 23 430 fő (2023. december 31.). Netphen Hilchenbach, Kreuztal, Siegen, Wilnsdorf, Bad Laasphe, Erndtebrück, Dietzhölztal és Haiger községekkel határos.

## Népesség
A település népességének változása:
| Lakosok száma | 21 642 | 23 297 | 23 130 | 23 116 | 23 363 | 23 430 |
|               | 1975   | 2017   | 2019   | 2021   | 2022   | 2023   |